# Cité des sciences et de l'industrie
Cité des sciences et de l'industrie, hay Thành phố khoa học và công nghiệp, là một cơ sở công cộng nằm ở thành phố Paris với nhiệm vụ phổ biến các kiến thức về khoa học và kỹ thuật cho công chúng, đặc biệt là trẻ em và thiếu niên.
Nằm trong công viên La Villette thuộc Quận 19, Thành phố khoa học và công nghiệp là một trong những địa điểm được nhiều người viếng thăm nhất Paris với khoảng 3,5 triệu lượt khách mỗi năm. Bên cạnh Thành phố khoa học và công nghiệp còn có Thành phố âm nhạc (Cité de la musique) và Nhạc viện Paris.
| Métro Paris | Bến tàu điện ngầm: Porte de la Villette |

## Thành phố khoa học và công nghiệp

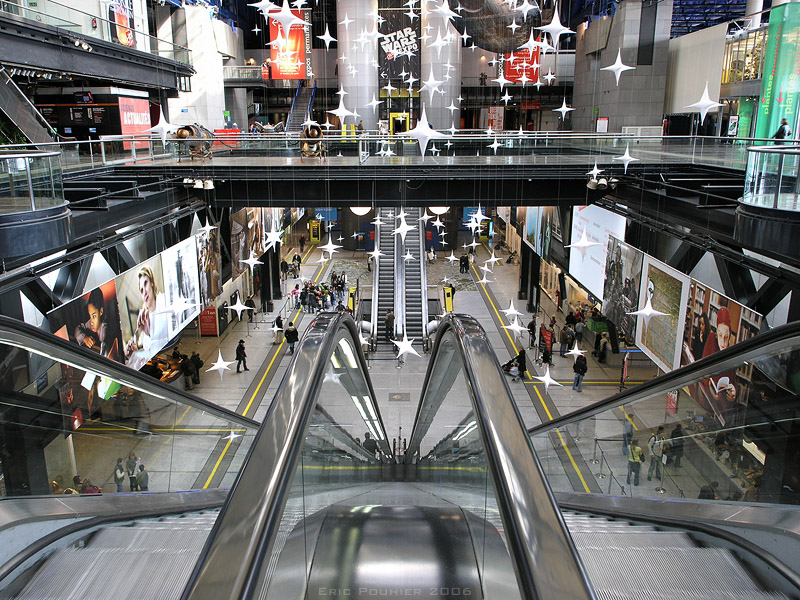
Bên trong Thành phố khoa học và công nghiệp

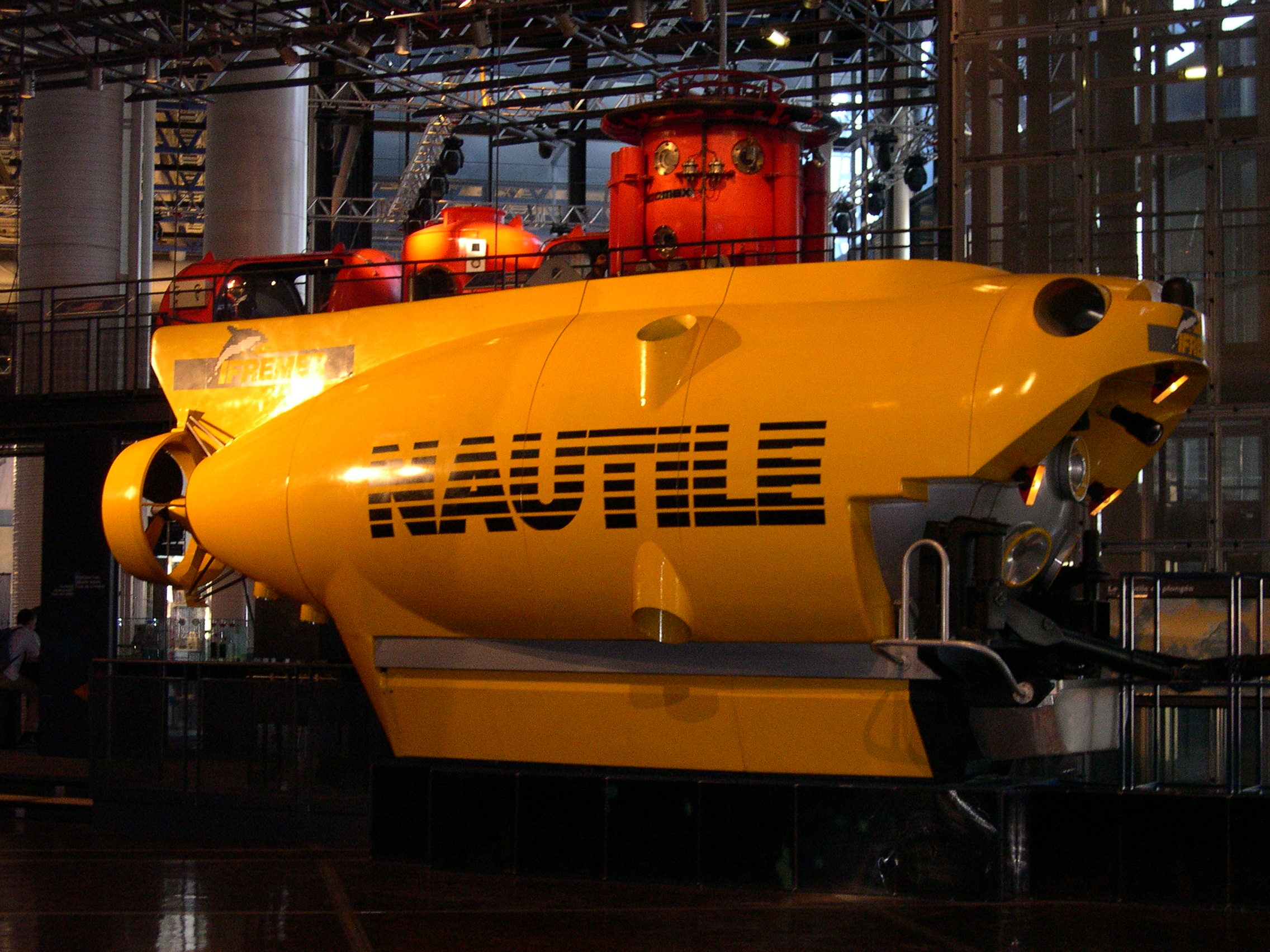
Một tàu ngầm nhỏ được trưng bày

Nhiệm vụ của Thành phố khoa học và công nghiệp giúp mọi người có được các kiến thức về khoa học. Hợp tác với Bộ Giáo dục Pháp, Thành phố khoa học và công nghiệp cũng hỗ trợ trong việc giáo dục trẻ em và thiếu niên. Nơi đây còn có các trang thiết bị dành cho chuyên sâu. Thành phố khoa học và công nghiệp cũng là địa điểm để gặp gỡ, tranh luận.
Thành phố khoa học và công nghiệp bao gồm nhiều không gian với các chức năng khác nhau. Khu vực « Thám hiểm » ở tầng 1, 2 và 3 với những phòng trưng bày về các chủ đề: toán học, âm thanh, hình ảnh, đại dương, năng lượng, xe hơi, núi lửa, ngôi sao và Ngân Hà...
Thư viện cũng nằm ở cả ba tầng, chia ra làm các khu vực: cho mọi công chúng, cho trẻ em và lịch sử khoa học. Thư viện được trang bị nhiều thiết bị nghe nhìn dành cho phim, hoạt họa, tài liệu... Ngoài ra còn có ba không gian: nghề nghiệp, sức khỏe và kỹ thuật số. Phần dành riêng cho trẻ em nằm ở tầng trệt. Khu vực này đón tiếp các trẻ em từ 2 tới 12 tuổi và lại được chia nhỏ: dành cho 2 tới 7 tuổi và dành cho 5 tới 12 tuổi.
Ngoài ra, Thành phố khoa học và công nghiệp còn nhiều không gian khác như phòng chiếu phim Louis Lumière, không gian Condorcet, các phòng nghe nhìn, cửa hàng sách, nhà hàng... Nơi đây cũng tổ chức các triển lãm, buổi biểu diễn về chủ đề khoa học và kỹ thuật.

## Lịch sử
Thành phố khoa học và công nghiệp nằm trong công viên La Villette. Khu vực này trước đây được dành cho các lò mổ. Ngôi nhà lớn của lò mổ rộng 40.000 m² được gọi là "Khu nhà của máu, thịt và buôn bán các thứ đó" (Cité du sang, de la viande et de son commerce). Tới năm 1974 thì khu lò mổ này dừng hoạt động.
Giữa năm 1977, kiến trúc sư Roger Taillibert bảo đảm với Tổng thống Valéry Giscard d'Estaing rằng có thể cải tạo tòa nhà của lò mổ trở thành Bảo tàng Khoa học, Kỹ thuật và Công nghiệp (Musée des sciences, des techniques et des industries). Cuối năm 1977, Maurice Lévy, giáo sư vật lý của Đại học Paris VI, chịu trách nhiệm nghiên cứu dự án để mở bảo tàng, chính là Thành phố khoa học và công nghiệp sau này.
Tới tháng 9 năm 1980, sau khi tham khảo ý kiến của 27 kiến trúc sư Pháp, Adrien Fainsilber được quyết định là người thiết kế công trình. Dự án được thay đổi thành xây dựng một công viên cùng Thành phố khoa học và công nghiệp và Thành phố âm nhạc (Cité de la musique).
Tòa nhà lớn vốn định dành cho lò mổ, nhưng việc xây dựng đã bị dừng lại từ năm 1973. Kiến trúc sư Adrien Fainsilber cải tạo lại tòa nhà trở thành Thành phố khoa học và công nghiệp.
Ba chủ đề chính dẫn dắt công trình là: nước - bao quanh tòa nhà chính, thực vật - ở bên trong với ba nhà kính, ánh sáng - ở phòng triển lãm với hai mái vòm đường kính 17 mét.
Ngày 13 tháng 3 năm 1986, Thành phố khoa học và công nghiệp được khánh thành.